# Agioi Theodoroikyrkan
Agioi Theodoroikyrkan, eller Kyrkan Agioi Theodoroi, (grekiska: Εκκλησία Αγίων Θεοδώρων/Ecclesia Agion Theodoron) är en grekisk-ortodox kyrkobyggnad belägen i staden Mystras i regionen Peloponnesos i södra Grekland.
Den är även den äldsta och största kyrkan i staden. 

## Historia
Agioi Theodoroikyrkan började byggas 1290 och stod klar 1295. Kyrkan var ursprungligen en katholikon till ett kloster, men blev senare en kyrkobyggnad.
Kyrkan uppfördes av två munkar vid namn Daniel och Pahomios.

## Inventarier
Inne i kyrkan finns fresker från 1200-talet.

## Bilder

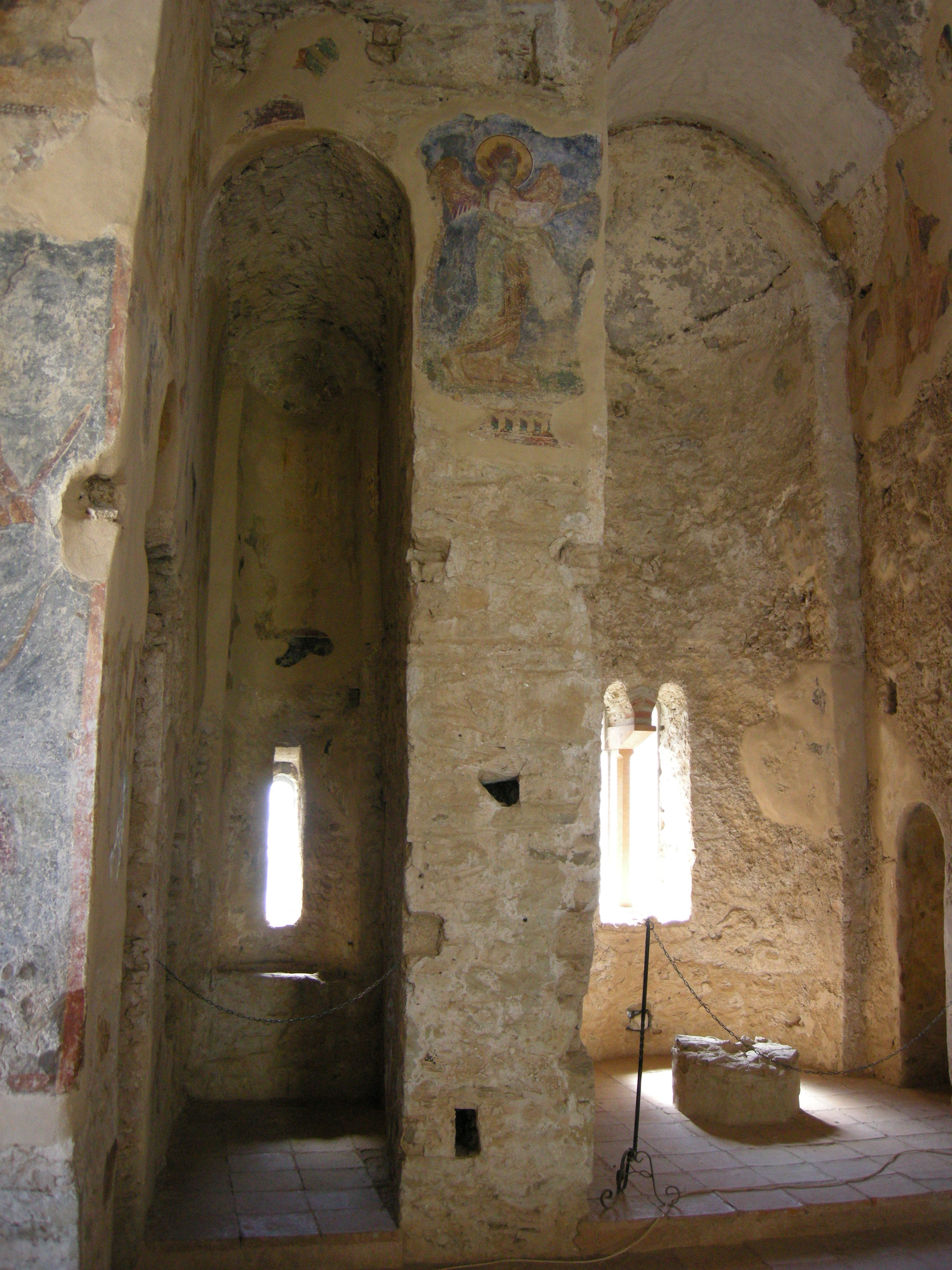
Kyrkans interiör.
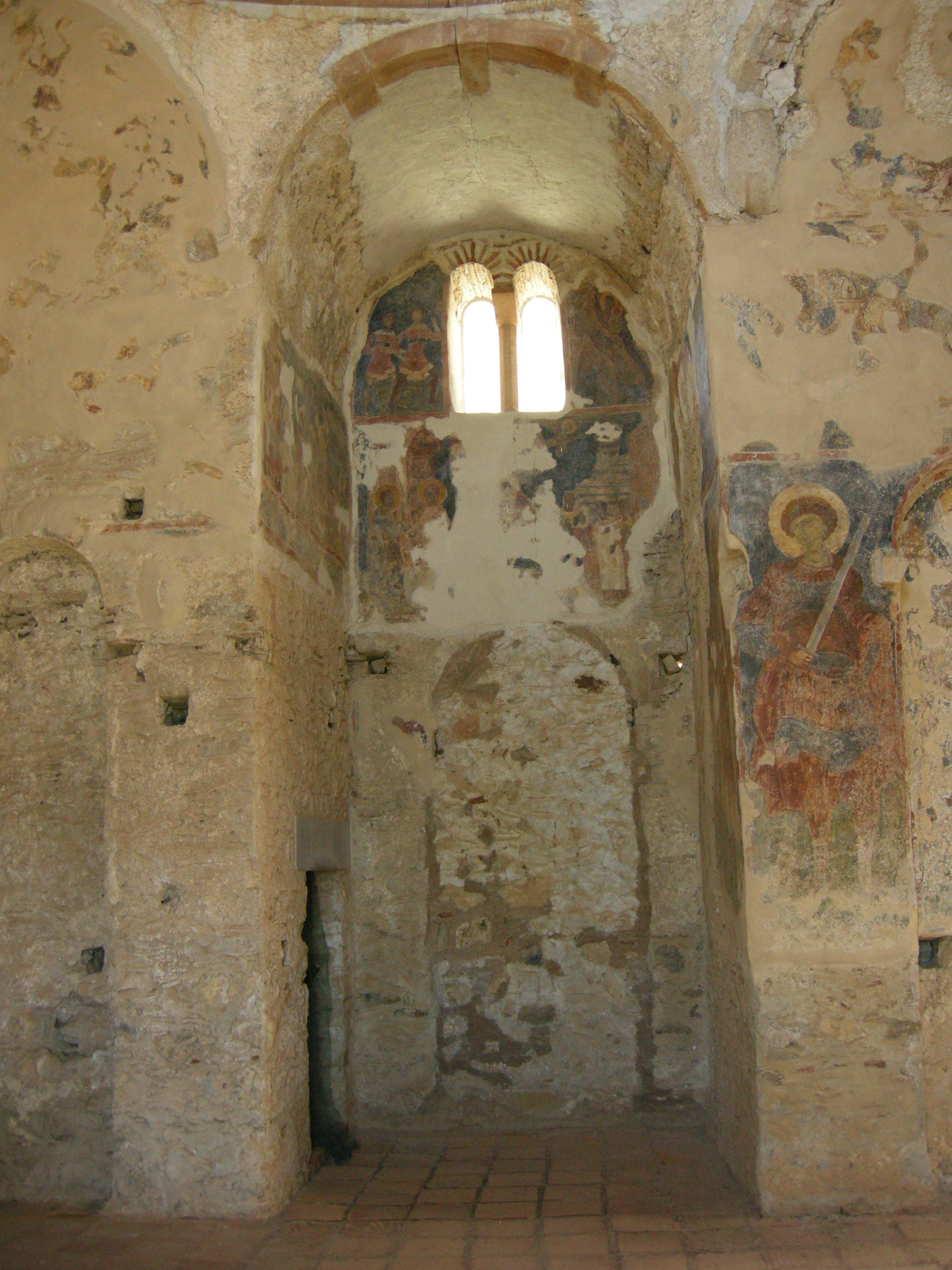
Interiören.
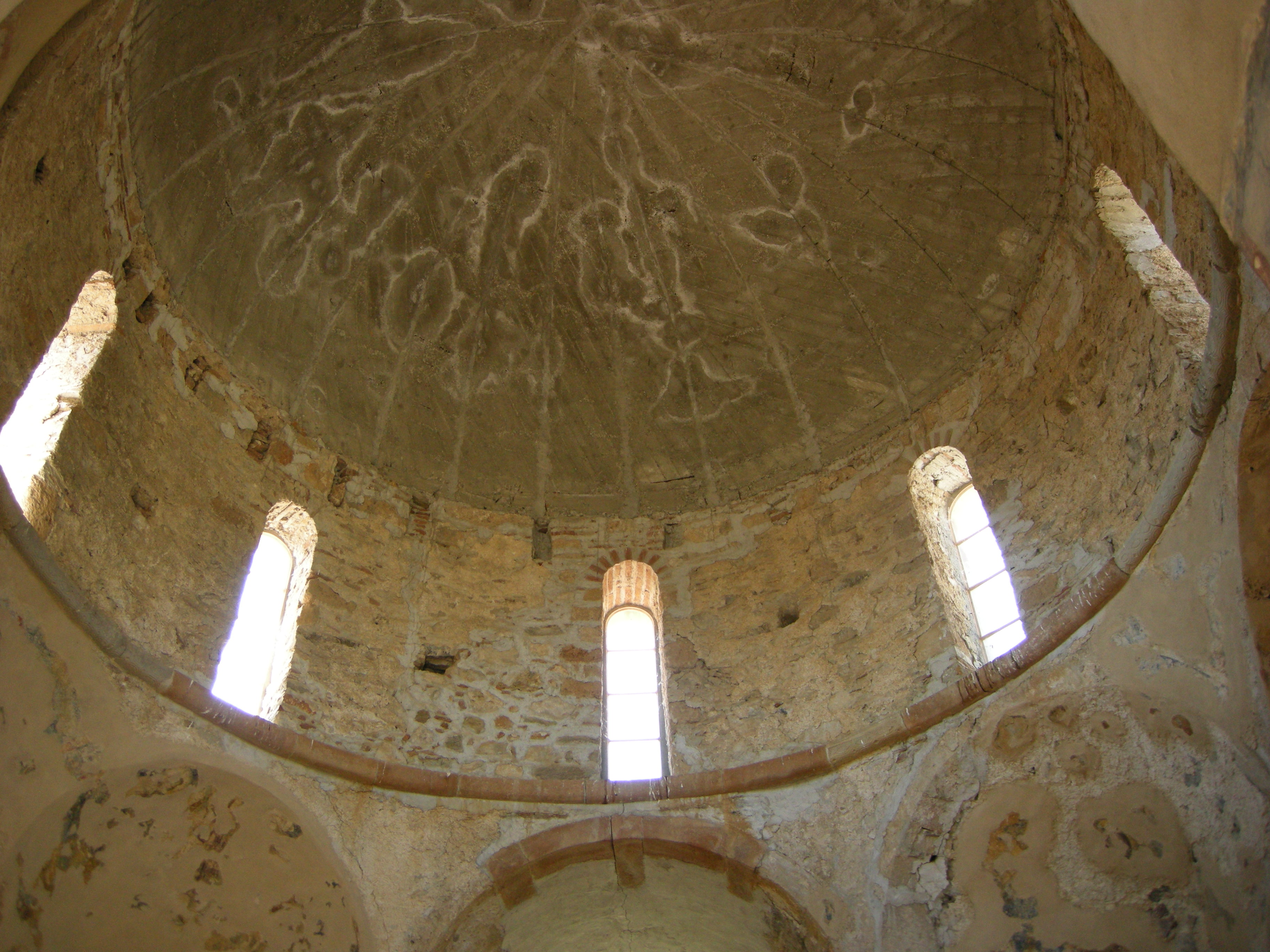
Kupolen inifrån.
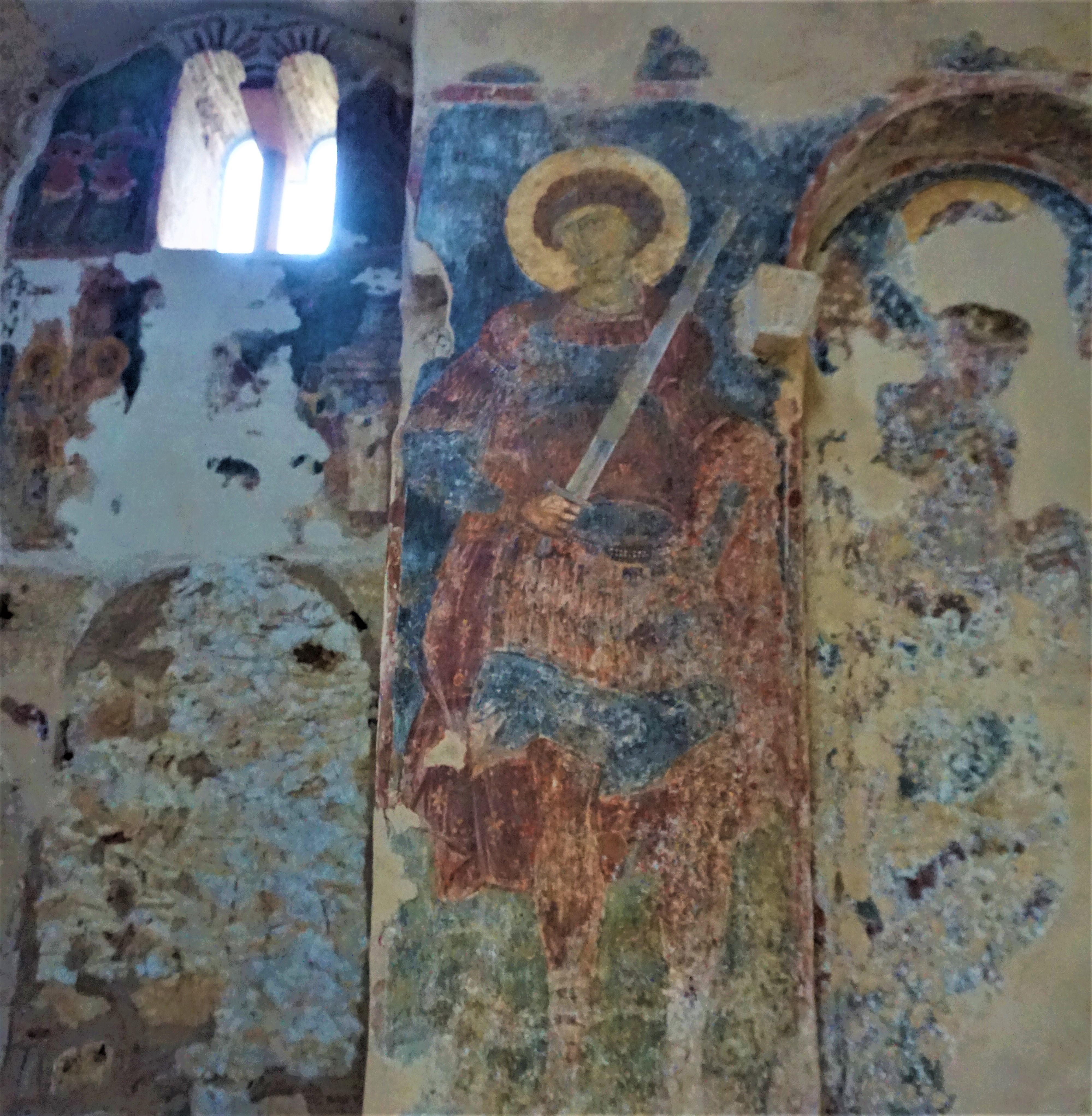
Fresk.